# Zumwalt
Zumwalt az Amerikai Egyesült Államok északnyugati részén, Oregon állam Wallowa megyéjében elhelyezkedő kísértetváros.
Névadója Henry Zumwalt telepes. Az 1903. augusztus 25-én megnyílt posta első vezetője Josie Zumwalt volt.

## Fordítás
- Ez a szócikk részben vagy egészben  a   Zumwalt, Oregon című angol Wikipédia-szócikk ezen változatának fordításán alapul.  Az eredeti cikk szerkesztőit annak laptörténete sorolja fel. Ez a jelzés csupán a megfogalmazás eredetét és a szerzői jogokat jelzi, nem szolgál a cikkben szereplő információk forrásmegjelöléseként.